# Prisco do Epiro
Prisco de Epiro (ca. 305 - ca. 395) foi um filósofo e teurgo neoplatônico e amigo do imperador romano Juliano, o Apóstata.

## Biografia
Prisco foi um aluno de Edésio em Pérgamo e depois lecionou em Atenas onde foi mestre de Juliano. Quando Juliano esteve na Gália, escreveu a Prisco com a intenção de adquirir os escritos de Jâmblico de Cálcis sobre os oráculos caldeus. Quando Juliano foi proclamado César, convocou a Prisco para ir ter com ele na Gália e depois o levou consigo para Constantinopla quando se converteu em augustus em 361. Prisco e Máximo viajaram com Juliano em sua campanha pela Pérsia e estiveram com ele quando de sua morte em 363. Em algum momento depois da morte de Juliano, Prisco foi feito cativo, porém depois finalmente foi liberado, a diferença do destino de Máximo que foi executado em 371. Prisco regressou a Atenas onde continuou ensinando por mais de trinta anos.